# Liste des boursiers Killam, par ordre alphabétique H
| Nom               | Année | Université                     | Discipline               |
| ----------------- | ----- | ------------------------------ | ------------------------ |
| Ian Hacking       | 1986  | Université de Toronto          | Histoire de la science   |
| J. Hagan          | 1991  | Université de Toronto          | Sociologie/Anthropologie |
| J. Haiman         | 1989  | Université du Manitoba         | Linguistique             |
| R.M. Haines       | 1978  | Université Dalhousie           | Histoire                 |
| Brian K. Hall     | 2003  | Université Dalhousie           | Biologie                 |
| L.D. Hall         | 1982  | Université of British Columbia | Médecine                 |
| M.L. Halperin     | 1982  | Université de Toronto          | Médecine                 |
| D. Handelman      | 1992  | Université d'Ottawa            | Mathématiques            |
| Stephen Hanessian | 1989  | Université de Montréal         | Chimie                   |
| W.N. Hardy        | 1984  | Université of British Columbia | Physique                 |
| H.S. Harris       | 1991  | Université York                | Philosophie              |
| R.C. Harris       | 1982  | Université of British Columbia | Histoire                 |
| R.G. Harris       | 1988  | Université Queen's             | Économique               |
| A.G. Harrison     | 1985  | Université de Toronto          | Chimie                   |
| J.P. Harrison     | 1983  | Université Queen's             | Physique                 |
| John F. Harrod    | 1995  | Université McGill              | Chimie                   |
| D.G. Hartle       | 1968  | Université de Toronto          | Économique               |
| F.C. Hawthorne    | 1991  | Université du Manitoba         | Sciences de la terre     |
| C.E. Heidenreich  | 1987  | Université York                | Histoire                 |
| J.F. Helliwell    | 1969  | Université of British Columbia | Économique               |
| H. Henein         | 2002  | Université de l'Alberta        | Génie                    |
| B.R. Henry        | 1986  | Université du Manitoba         | Chimie                   |
| J. W. Hepburn     | 1995  | Université Waterloo            | Chimie                   |
| M.W. Herren       | 1995  | Université York                | Histoire                 |
| L.V. Hills        | 1977  | Université de Calgary          | Sciences de la terre     |
| K. W. Hipel       | 2001  | Université Waterloo            | Génie                    |
| Peter Hoffmann    | 1986  | Université McGill              | Histoire                 |
| S. Hollander      | 1973  | Université de Toronto          | Économique               |
| J.W. Holmes       | 1970  | Université de Toronto          | Sciences politiques      |
| K.J. Holsti       | 1987  | Université of British Columbia | Sciences politiques      |
| A. Hughes         | 1993  | Université de Toronto          | Musicologie              |
| L.A.M. Hutcheon   | 1986  | Université McMaster            | Anglais                  |